# هارالد أولكويست
هارالد أوكويست (1 مارس 1891، هلسنكي - 10 فبراير 1971، هلسنكي) كان عضواً في حركة يآكاري وفريقًا فنلنديًا خلال الحرب العالمية الثانية.